# Operazione Overlord (film)
Operazione Overlord (Overlord) è un film del 1975 diretto da Stuart Cooper.
Sviluppando la storia attorno allo sbarco in Normandia (Operazione Overlord), il film segue le vicende, le meditazioni e i presagi di morte di un giovane soldato inglese, immischiato suo malgrado nella macchina della guerra.
La pellicola britannica, girata in bianco e nero, ha vinto l'Orso d'argento, Premio Speciale della Giuria, al venticinquesimo Festival di Berlino.

## Trama
Tom Beddows è un ragazzo inglese che, nel 1944, non ancora ventunenne, viene chiamato sotto le armi. Dopo essere scampato ad un bombardamento, riesce a raggiungere una Londra resa irriconoscibile dai bombardamenti. Tra le reclute si distingue per il suo mutismo e la scarsa osservanza degli orari, arrivando persino a rischiare la condanna come disertore. Col proseguire dei giorni, si sente l'avvicinarsi di una data importante: addestramenti sempre più pressanti, disposizioni misteriose, ammassamenti ingenti di materiali bellici. Finalmente Tom riceve la tanto attesa chiave di casa dai suoi genitori, che secondo una tradizione locale significa il raggiungimento della maggiore età. Nel frattempo fa anche la conoscenza di una ragazza, che non riesce però a rivedere, perché prima che riescano ad avere un secondo appuntamento, arriva l'ordine di partenza. Durante la navigazione è vittima di incubi, che si rileveranno premonitori, infatti appena giunti sulla spiaggia francese di Sword Beach viene colpito in fronte dai tedeschi, una delle tante vittime del grande sbarco.

## Produzione
Inizialmente Stuart Cooper era intenzionato a girare un documentario sullo sbarco in Normandia, ma durante le sue ricerche presso l'Imperial War Museum rimase talmente colpito che decise di girare un film che seguisse le vicende di un ragazzo qualunque, dalla chiamata alla morte per la patria.
Circa la metà delle riprese è materiale d'archivio girato in missioni di addestramento britannico e durante l'invasione stessa. Cooper e il suo direttore della fotografia John Alcott si sforzarono di creare un aspetto coerente per le riprese del materiale inedito, utilizzando vecchia pellicola Kodak e lenti originali tedesche degli anni '30.
Il film originariamente fallì il lancio nelle sale cinematografiche americane, e venne trasmesso solo in proiezioni dedicate e in televisione. Recentemente è stato redistribuito, nel 2006 dalla Janus Films e all'inizio del 2008 è stata distribuita un'edizione rimasterizzata in DVD nel Regno Unito.
Presentando la proiezione del film al Sydney Film Festival 2009, il regista Stuart Cooper ha detto che l'Imperial War Museum gli permise di accedere a milioni di metri dei loro filmati, inclusi i delicati negativi originali. Gli è stato concesso inoltre l'accesso ai diari di soldati che erano presenti e che ha incorporato nella sceneggiatura.

## Riconoscimenti
- Orso d'argento al festival di Berlino (1975)